# Bronsvleugelspecht
De bronsvleugelspecht (Colaptes aeruginosus) is een vogel uit de familie Picidae (spechten).

## Verspreiding en leefgebied
Deze soort is endemisch in het noordoosten van Mexico.